# Beate Meinl-Reisinger
Beate Meinl-Reisinger (Viena, 25 de abril de 1978) es una política austriaca que se desempeña como Ministra de Asuntos Europeos e Internacionales de Austria desde marzo de 2025 y  líder del partido NEOS - La Nueva Austria y Foro Liberal desde junio de 2018. También es la líder del grupo parlamentario del partido en el Consejo Nacional desde 2018. Anteriormente, fue miembro del Consejo Nacional y de 2015 a 2018, y miembro del Gemeinderat y Landtag de Viena, donde también lideró el grupo NEOS. Regresó al Consejo Nacional luego de la renuncia de Matthias Strolz en 2018.

## Educación y vida personal.
Meinl-Reisinger nació como Beate Reisinger el 25 de abril de 1978. Asistió a la escuela primaria de Wasagasse, luego estudió derecho en la Universidad de Viena y completó su Maestría en Estudios Europeos en la Universidad del Danubio Krems. Luego completó un programa de prácticas para académicos de la UE en la Cámara Económica de Austria. En este contexto, trabajó para la Comisión Europea y como asistente de Othmar Karas en el Parlamento Europeo.
Después del programa de prácticas, trabajó como subdirectora general en "Mujeres en la Economía", un departamento de la Cámara Económica. Ocupó otros cargos en el Ministerio Federal de Economía y Trabajo y en el Ministerio Federal de Economía, Familia y Juventud. Posteriormente, trabajó como consultora de política de mujer, familia e integración en el gabinete de la secretaria de Estado Christine Marek. En 2009, se convirtió en asesora política de la rama de Viena del Partido Popular de Austria (ÖVP).
Meinl-Reisinger está casada y tiene tres hijos.

## Carrera política
De 2010 a 2012, Meinl-Reisinger fue miembro de la rama de Viena de la asociación de mujeres ÖVP.
Después del nacimiento de su segunda hija en 2012, Meinl-Reisinger se involucró con el nuevo partido NEOS. Fue elegida para el tercer lugar en la lista federal del partido en las elecciones federales de 2013 y fue elegida para el Consejo Nacional. Después de que NEOS se fusionara con el Foro Liberal en 2014, fue elegida como una de las dos subdirectoras federales del partido; también se convirtió en presidenta de su sucursal de Viena. En el Consejo Nacional, Meinl-Resinger se desempeñó como presidenta del comité de cultura y fue miembro del comité judicial, el comité de protección del consumidor y el comité familiar.
En febrero de 2015, Meinl-Reisinger fue seleccionada como la principal candidata para las elecciones estatales vienesas de 2015. El 24 de septiembre anunció su dimisión del Consejo Nacional para dedicar tiempo a la política vienesa; lo hizo el 9 de octubre, dos días antes de las elecciones. Condujo al partido a un éxito significativo, ganando el 6,16% y cinco escaños. Posteriormente se convirtió en presidenta del grupo parlamentario NEOS en el parlamento vienés.
En las elecciones federales de 2017, Meinl-Reisinger volvió a ocupar el tercer lugar en la lista federal. No ocupó su escaño después de las elecciones y optó por permanecer activa en la política vienesa.
El líder federal de NEOS, Matthias Strolz, anunció su renuncia el 7 de mayo de 2018. En un congreso del partido el 23 de junio de 2018, Beate Meinl-Reisinger fue elegida como su sucesora con el 94,8% de los votos de los delegados. Tras su renuncia al Consejo Nacional el 18 de octubre, ella tomó su asiento y lo reemplazó como líder del grupo NEOS. Antes de esto, renunció a sus cargos en Viena y fue reemplazada como presidenta y líder del grupo por Christoph Wiederkehr.
En una conferencia del partido en Viena el 6 de julio de 2019, Meinl-Reisinger fue elegida como la principal candidata para las elecciones federales de 2019 con el 96,1% de los votos. NEOS obtuvo el 8,10% de los votos en las elecciones y obtuvo 15 escaños, un aumento de cinco con respecto a su resultado de 2013.